# Ruta de Illinois 23
La Ruta de Illinois 23, y abreviada IL 23 (en inglés: Illinois Route 23) es una carretera estatal estadounidense ubicada en el estado de Illinois. La carretera inicia en el sur desde la IL 116 hacia el norte en la IL 14. La carretera tiene una longitud de 203 km (126.17 mi).

## Mantenimiento
Al igual que las autopistas interestatales, y las rutas federales y el resto de carreteras estatales, la Ruta de Illinois 23 es administrada y mantenida por el Departamento de Transporte de Illinois por sus siglas en inglés IDOT.